# Ouadjour
Ouadjour (𓇅𓅨𓈗 Wȝḏ-wr) est dans la mythologie égyptienne la personnification de la mer ou d'une grande étendue d'eau, réelle ou mythique. Son nom signifie le « Grand Vert ». Il est évoqué dans le conte de Sinouhé et dans le récit de l'expédition du pays de Pount.
Les textes l'associent tantôt à la mer Méditerranée, tantôt à la mer Rouge. Cette appellation est due à la couleur de l'eau, tout comme nous disons la Grande Bleue. Il n'est toutefois pas assimilé au Noun.
Mais pour C. Vandersleyen, l'examen soigneux des données égyptiennes montre que le « Grand Vert » ne se réfère incontestablement à la Méditerranée que dans un seul texte tardif (-196). Auparavant, le « Grand Vert » désigne toujours, sans exception, le Nil, sa vallée et son delta, ou bien la mer Rouge,. Or les textes égyptiens localisent explicitement les « îles au milieu du Grand Vert » au cœur même du delta.